# Symplectoscyphus vanhoeffeni
Symplectoscyphus vanhoeffeni är en nässeldjursart som beskrevs av Totton 1930. Symplectoscyphus vanhoeffeni ingår i släktet Symplectoscyphus och familjen Sertulariidae.
Artens utbredningsområde är Södra Ishavet. Inga underarter finns listade i Catalogue of Life.